# 成吉思汗的崛起
成吉思汗的崛起包括了從他作為鐵木真的1162年到1206年，他被授予「成吉思汗」的頭銜──該頭銜意思類似於「萬能統治者」或「海之統治者」。

## 成吉思汗誕生前的蒙古

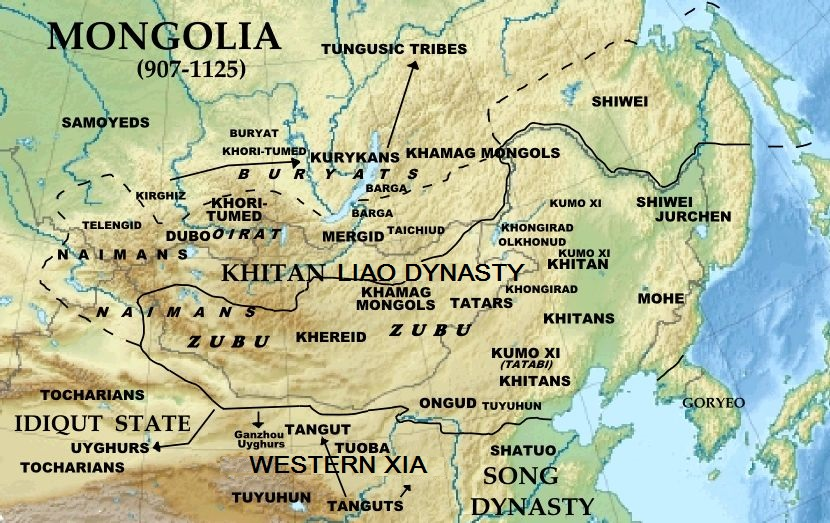
大遼時期的蒙古部落分布圖（907–1125年）

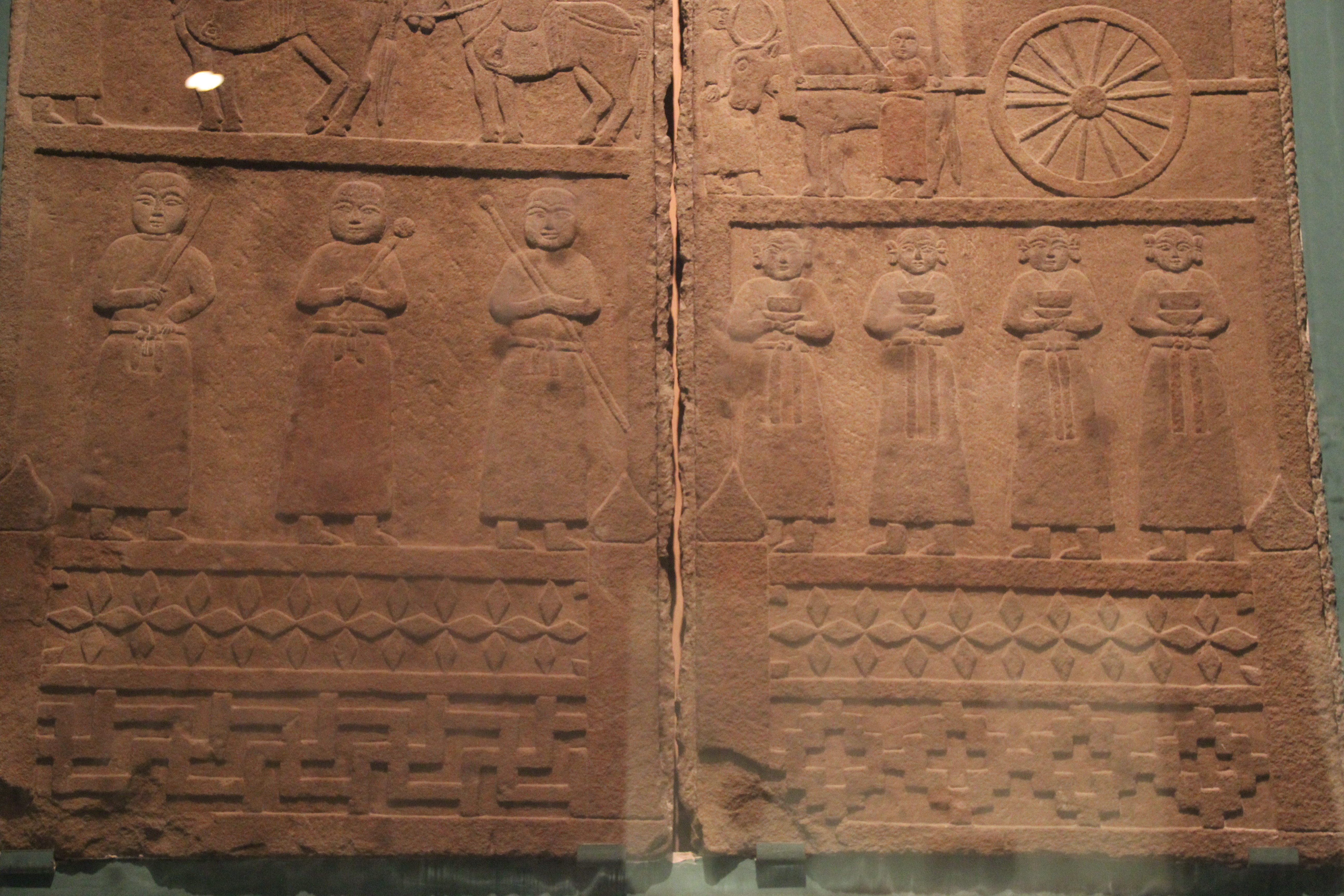
契丹墓碑浮雕

關於蒙古最早的紀載是在唐朝時代，當時它被認為是室韋的分支──該勢力在553-745年時是古突厥人的附庸。室韋人一直居住在小興安嶺地區，直到部分的蒙古人遷至阿爾貢河，成為契丹人的附庸。這些蒙古人後來持續往西移動，到了11世紀時已經移到斡難河與臚朐河。
從蒙古神話來看，他們是蒼狼與白鹿之後裔。他們跨過了一座湖到不兒罕合勒敦山，後來他們在該地生出了人類男嬰。這個人類名叫做巴塔赤罕，他是所有蒙古人的祖先。後來巴塔赤罕的第11代家族中，朵奔篾兒干娶了一位名叫阿蘭豁阿的豁里禿馬敦部年輕女子，在朵奔篾兒干死後，阿蘭豁阿生下了孛端察兒──後來創立了孛兒只斤氏族的人。
孛端察兒的玄孫海都出生於11世紀的某個時間，他是蒙古史上第一個「統理所有蒙古部落」的可汗。其孫合不勒曾被邀請到金朝皇宮內，然後來他卻在宮內發了酒瘋，捏了捏皇帝的鬍鬚。皇帝原本想放過合不勒一馬，但他後來改變主意，他便下令官員逮捕合不勒。然，金朝的追兵都被伏擊殺死，後來海都也去世了，是以金朝復仇的機會就此結束。從1135年到1147年間，蒙古時不時侵擾金朝的邊境，為此金朝決定報復並與塔塔儿人（韃靼人）結盟；後來塔塔儿人以和解為由，擄走新的蒙古可汗：泰赤烏部的俺巴孩，並把他繳給金朝朝廷。在他被捕之前，俺巴孩設法派信使回到他的親戚那裡，並說服他們與塔塔儿人死戰到底。後來俺巴孩被釘在木驢上等死。大約在1150或1160年代，俺巴孩被捕時，合不勒之孫也速該從蔑兒乞綁架了一名弘吉剌女人作為他的新娘──他後來參加了忽圖剌發動的對塔塔儿之戰爭，而在這場戰爭中，他的妻子生下了鐵木真：未來的成吉思汗。
根據《蒙韃備錄》記載，蒙古人因金人在十二世紀末對他們的大屠殺和暴行，而對金人產生了深深的仇恨──這些故事究竟是真實的回憶，還是一種用來對付金國的宣傳形式，恐怕是難以確定。而成吉思汗當然試圖透過喚起他們對金的共同仇恨，將其他部落拉到他的事業之中，例如，在會見契丹王子耶律楚材時，成吉思汗聲稱他對晉金國的戰爭是為了報復他們對契丹人民的種種行為。
——Lindsey Stephen Pow

## 童年時期（1162-1177年）
鐵木真出生於1162年。1171年，也速該帶著鐵木真向東穿過塔塔儿領地，前往與他妻子的斡勒忽讷部關係密切的弘吉剌，安排他的兒子和孛兒帖的未來婚事。鐵木真後來被留在弘吉剌學習他們的生活，但也速該在回程途中被塔塔儿人毒死。雖然鐵木真離開了弘吉剌去找他的父親，但已經為時已晚，趕不上父親的最後一口氣。他的追隨者隨後紛紛樹倒猢猻散，只剩下訶額侖一人照顧著孩子。她把這些小孩帶到了肯特山，並以捕魚和挖根維持生計。除了這三個爆發點外，人們對鐵木真這些年的生活事件知之甚少。有一次，鐵木真為了偷魚而殺死了他同父異母的兄弟別克帖兒；後來他被泰赤烏部抓走並成為俘虜，並在籠子內生活了一段時間，直到一個叫做鎖兒罕失剌的部落成員幫助他逃脫；1173年，他成為札達蘭部札木合的兄弟（anda）。札達蘭部認為自己是孛兒只斤氏的後裔，但并不被公认。

## 可汗之路

### 早年的領導生涯（1177-1191年）
1177年，鐵木真回到弘吉剌部與孛兒帖結婚，但後來孛兒帖在蔑兒乞的一次突擊中被綁架走，為此鐵木真召集了兩萬兵馬，並且得到了札木合與王汗的支持，他們隨後合力救回孛兒帖。然目前尚不清楚她是如何被救回的，也不知其是否涉及軍事行動。有一種版本講述聯合部隊擊潰了蔑兒乞，而孛兒帖與眾多戰利品被一同運回，但這也有可能是早期的事件融合進後來的種種軍事行動後的綜合描述。不久，孛兒帖生下了孩子，儘管該孩子可能是蔑兒乞的後代，但鐵木真還是決定養他，並將他取名為朮赤。
1177-1191年間的鐵木真之生活大多都不明。除了他時不時跟泰赤烏部、散只兀部、哈答斤部與塔塔儿部交戰，並互有勝敗。其中一個跟隨鐵木真的部在離開他後被泰赤烏部擊敗，倖存者後來紛紛加入札木合。1180年代期間，蒙古爆發旱災，此災加劇了部落之間的對立、衝突，然鐵木真處理這些事物的成效有限。

### 進攻蔑兒乞（1191年）

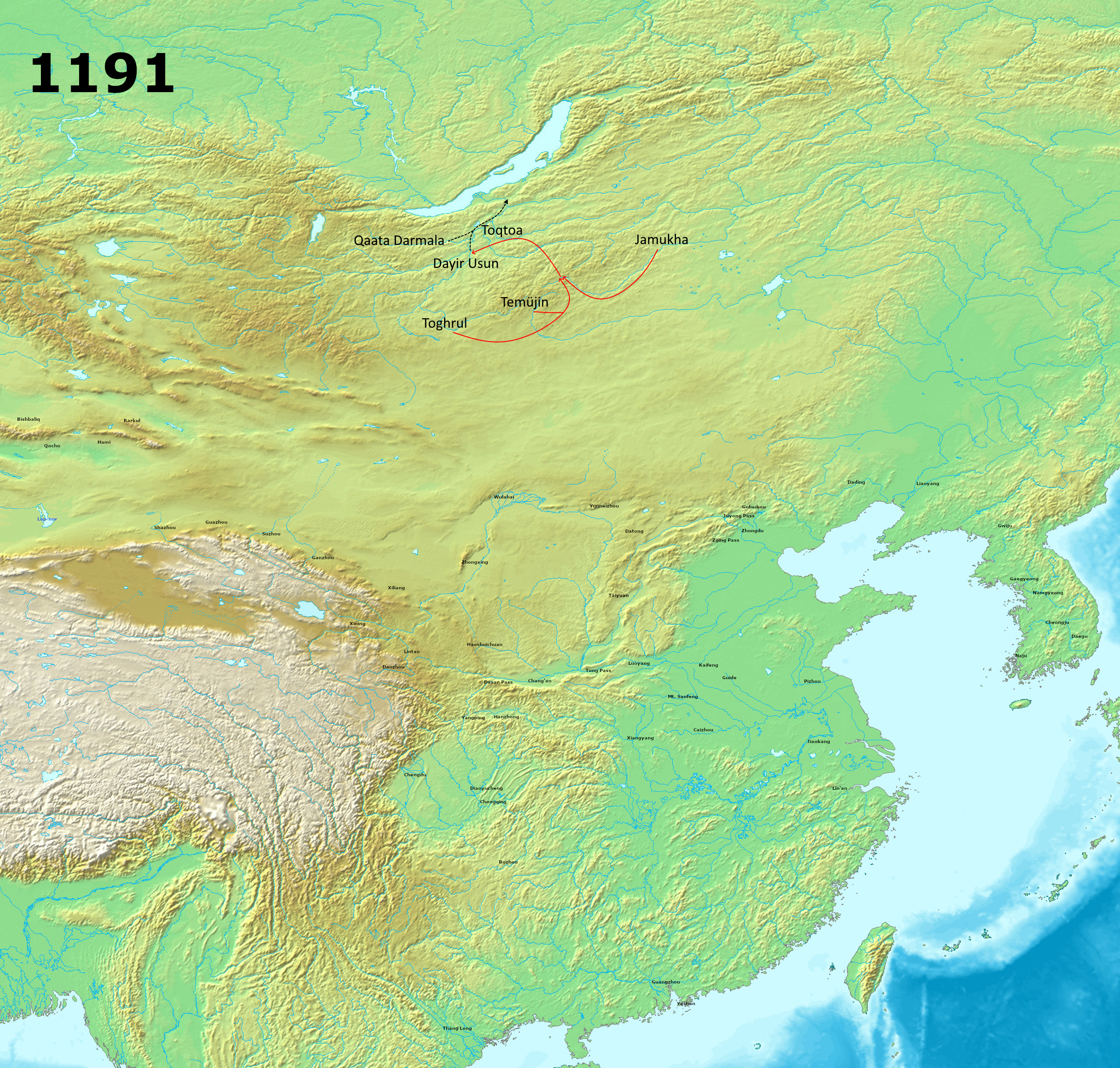
1191年，鐵木真等人進攻蔑兒乞

1191年發生的戰役，可能是上一次聯合軍隊襲擊蔑兒乞並救出孛兒帖的那場戰事，相關來源可能也已經混淆：1191年，札木合、鐵木真、王汗與其弟札合敢不決定進攻蔑兒乞，然而，鐵木真與王汗的兵馬遲了三天後才與札木合的兵馬會合，為此札木合曾因此被激怒。數量共四萬的聯軍，繞道向東，從東北方進攻敵軍。一名漁夫曾發現了他們，並警告蔑兒乞，但他們還沒來得及做好準備就被驅散了。

### 荅闌巴勒主惕之戰（1193年）

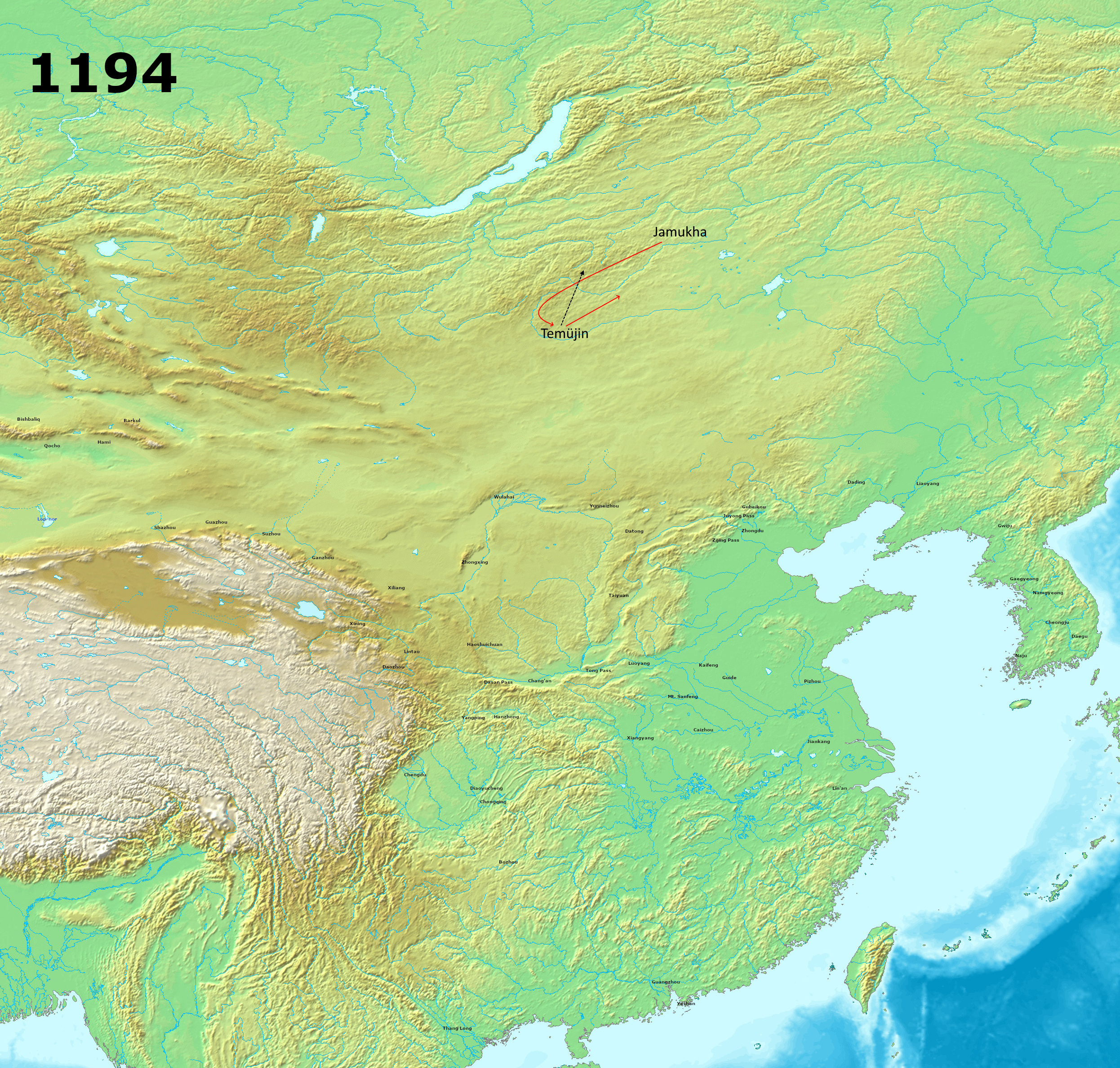
鐵木真與札木合交戰圖（1194年）

在戰後，鐵木真與札木合一起待了一段時間，有一次，他們派使者前往哈答斤和散只兀，試圖說服他們對抗泰赤烏部。1193年，鐵木真與札木合因屬下盜馬一事起衝突而留下疙瘩。鐵木真從札木合身邊帶走了41名部落首領和一萬兵馬，並在隨後的幾天，他被其追隨者推選為可汗。後來泰赤烏部被鐵木真的實力震攝到，他們後來便投靠札木合。
1193年，札木合集結了三萬兵馬，從北方呈弧形前進，向鐵木真兵馬之側翼進攻。兩軍兵力勢均力敵，但鐵木真的損失略高於札木合。鐵木真被迫撤至鄂嫩河的哲列捏防禦通道。儘管札木合獲勝，但他對俘虜的殘忍行徑，令其盟友十分反感，是以他們帶了共一萬兵馬，叛逃至鐵木真那兒。在兵力不及兩萬的情況下，札木合無法再對克魯倫河上游的鐵木真兵馬發動進攻，並隨後向東撤退。

## 上位執政

### 對塔塔儿的初步勝利（1195-1196年）

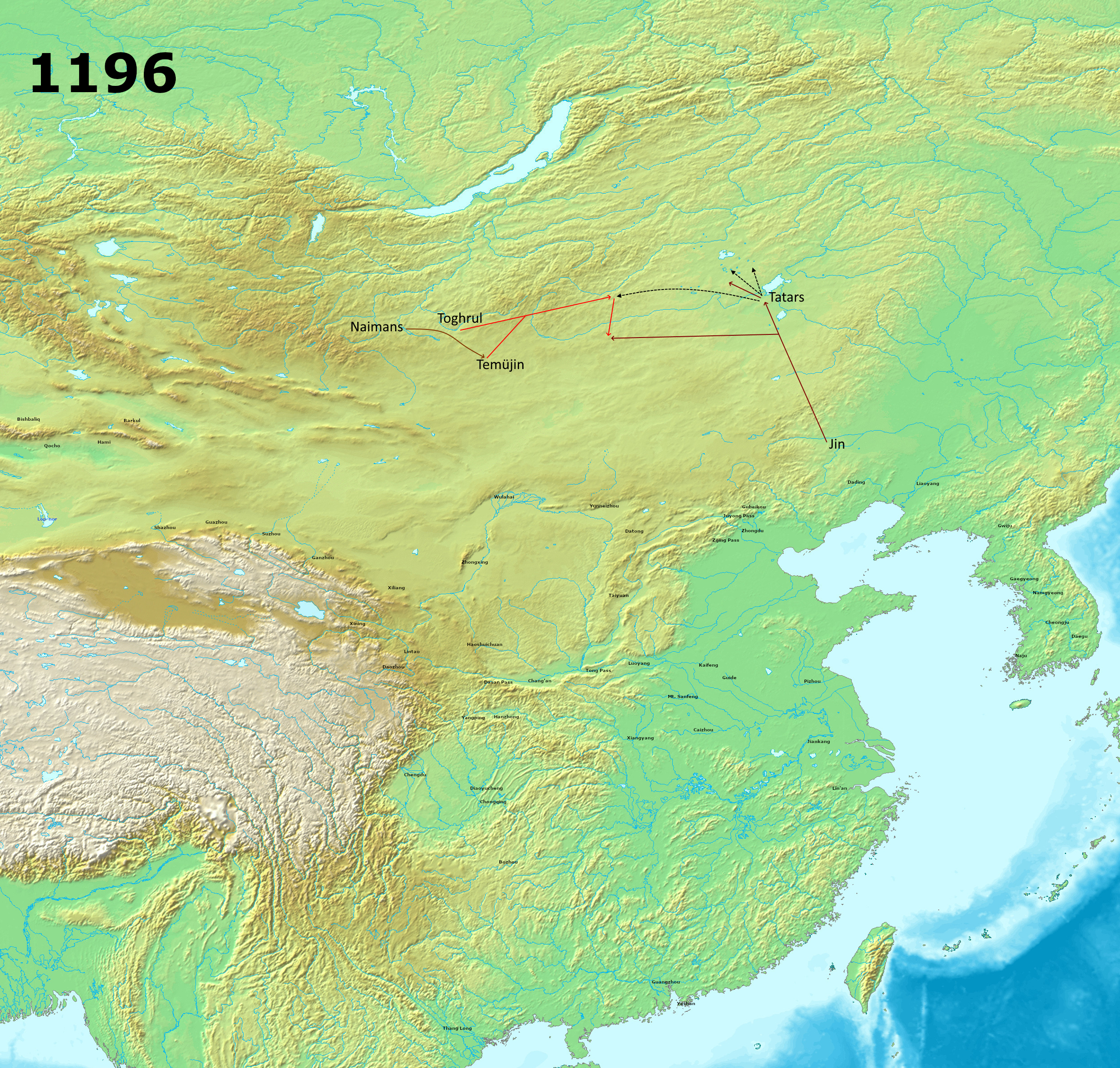

1195年，金朝-塔塔儿聯軍進攻弘吉剌，該軍事行動最終取得了成功，但塔塔儿領袖祖旭因戰利品分配問題發生了爭執，聯合的中断促使金朝於隔年對塔塔儿人發動攻擊。金軍將領完顏項派出完顏安國作為先鋒部隊前往克魯倫河，他們阻擊了塔塔儿軍隊三天，直到金軍主力抵達並擊敗了他們。
弘吉剌並沒有忘記那場攻擊他們的戰爭，很快地在1196年2月4日，他們深入金朝並擊敗了金軍；與此同時，逃離金軍魔爪的塔塔儿人被王汗和鐵木真攔截。走投無路的塔塔儿人選擇在臨時設置的路障中戰鬥，而不是在開闊的場地上作戰：這可能是因為他們遠比對手弱很多。塔塔儿人徹底戰敗後，他們倆覲見了對於塔塔儿人的毀滅感到非常高興的金朝官員，他後來授予了他們頭銜。作為金國官員之一，名叫耶律阿海的契丹人，對鐵木真印象深刻，他和他的兄弟吐華後來在1203年都投靠了鐵木真。
在擊敗塔塔儿人不久，王汗被其弟札合敢不推翻，後者得到了乃蠻亦難赤必勒格汗的支持，後來一支乃蠻軍隊到克雷特病襲擊鐵木真的營地，造成了一些破壞；而王汗則流亡到西遼。
至於戰敗的祖旭則投降金朝，但沒多久就再次叛亂，到了1198年他再次投降，不久便死去。完顏項隨後下令修建了龐大之防禦工程，以保護住在北方的定居人口──此證實了金朝對草原游牧民族的進一步行動已經沒有像1196年那樣如此地成功了。

### 鞏固權力（1196-1199年）

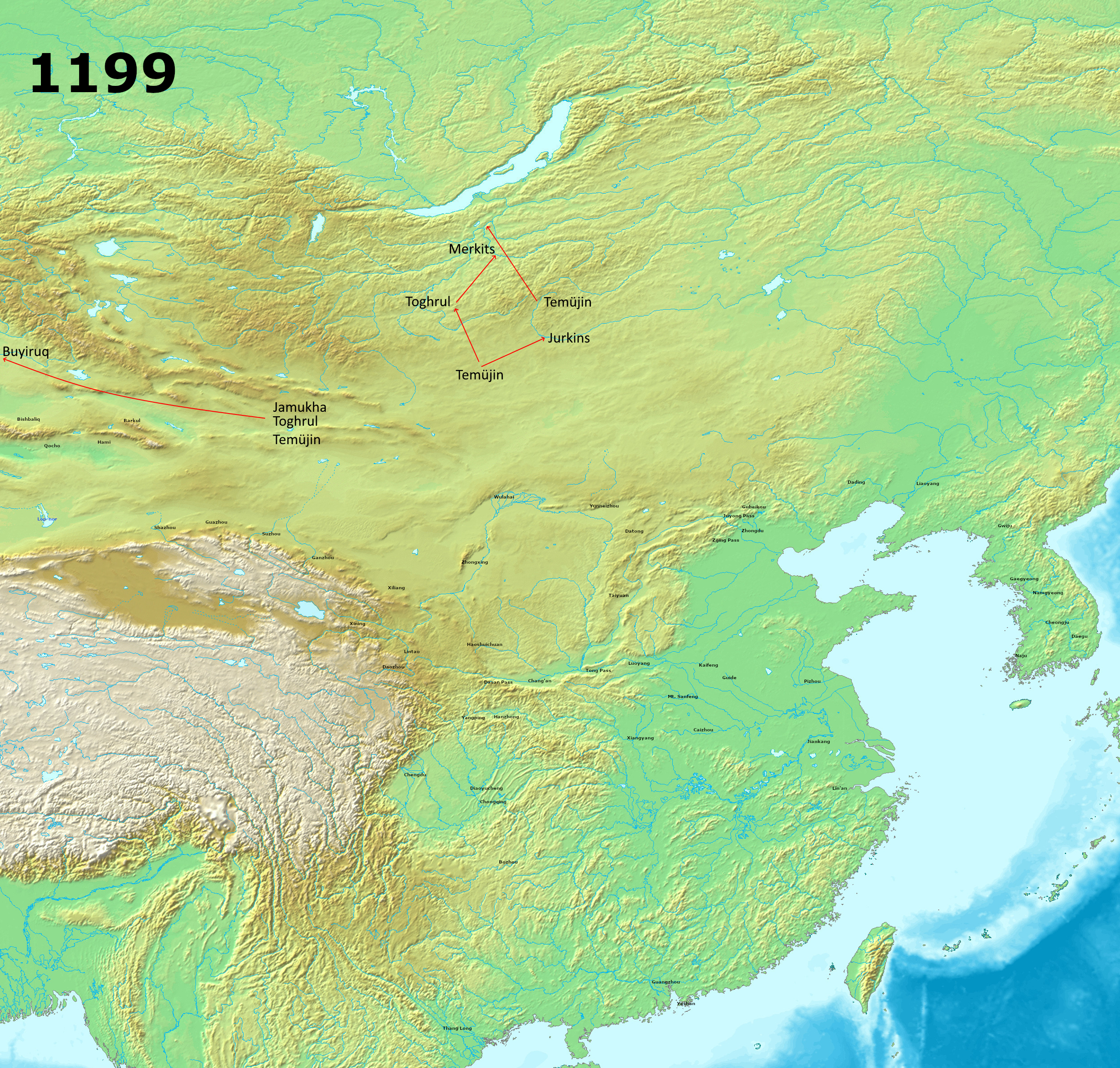

面對乃蠻人日益趨漲的威脅，鐵木真尋求主兒乞部的支援，共同出征乃蠻，然而他們的回應是殺死鐵木真的使者，鐵木真憤而出征他們：包括後來成為蒙古帝國最重要將軍之一的木華黎在內的大部分札剌亦兒人。王汗之弟札合敢不幫助鐵木真驅逐蔑兒乞後也加入他；隨後1197年，王汗返回，後在鐵木真的幫助下，重新確立了自己作為克烈部酋長的地位。。1197-8年的冬天，鐵木真消滅了剩餘的主兒乞部並處決了他們的領袖。
1198-99年間，鐵木真與王汗合力驅逐蔑兒乞到更遠的北方，然而王汗選擇不分享戰利品給鐵木真，這使鐵木真很不高興。

### 與乃蠻之對抗（1199年）
1198年亦難赤必勒格汗駕崩，乃蠻分裂並由他的兩個兒子太陽汗與不欲魯黑汗統治。1199年，鐵木真、王汗與札木合進攻阿爾泰山脈以西之烏蘭固木。在東方入侵者到來的驚嚇之餘，太陽汗派出一支部隊，在可克薛兀·撒卜剌黑領導下，王汗兵馬被攔截並將他一半的人民押做人質，是以鐵木真派木華黎、博爾忽、赤老溫與博爾朮去營救克烈部族人，最終他們及時趕趕上並扭轉了戰局，擊潰了乃蠻人。儘管他們在戰鬥取得了最終勝利，但盟軍仍向東撤退：這可能是因為他們擔心兩個乃蠻酋長可能會聯合起來反抗他們。

### 擊敗塔塔儿與乃蠻（1200-1202年）

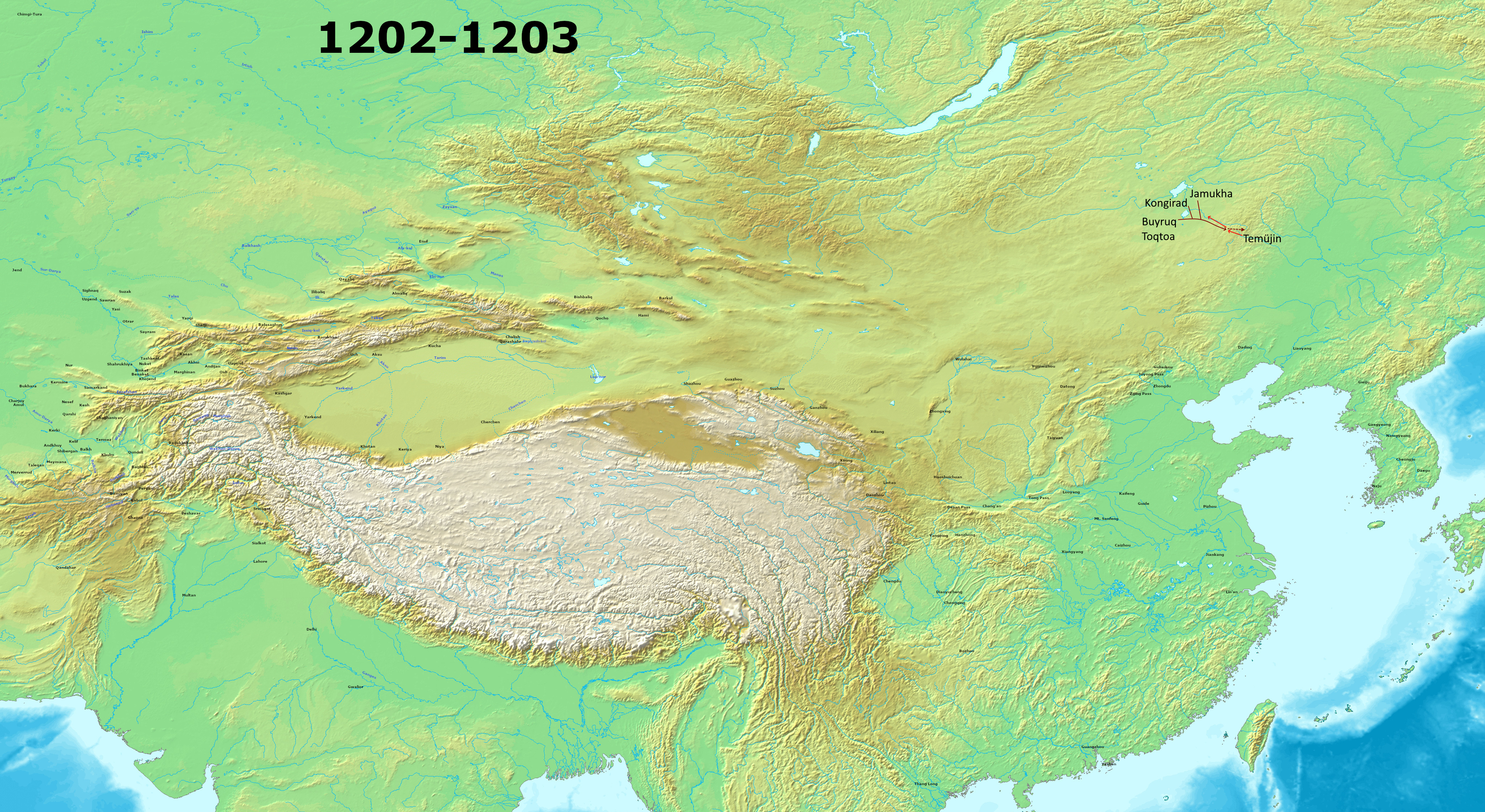

1200年，鐵木真與王汗沿著鄂嫩河向東進入泰赤烏部邊境，並擊敗了泰赤烏部族人，鐵木真一陸追趕泰赤烏部族人到河口，突然他們展開反擊並打傷了他──這使鐵木真相當驚訝。後來到了第二天，戰爭持續進行至泰赤烏部敗北。隨後，Khadagin、散只兀惕、朵儿边、塔塔儿與弘吉剌組成了反鐵木真聯盟，雙方展開了一場激烈的戰鬥，最終以王汗和鐵木真撤退而告終。
在王汗失去作戰能力的這兩年，鐵木真捲土重來，並且在其弟拙赤合撒兒襲擊弘吉剌的同時，重新發動與塔塔儿、朵儿边的戰爭。作為回應，鐵木真的敵人──尤其是弘吉剌──將札木合推舉為古爾汗，並跟隨其左右對抗鐵木真。1201年札木合擊敗鐵木真的兵馬後，弘吉剌短暫地叛逃出去，直到次年再次與鐵木真交戰為止。
1202年，鐵木真制定了關於分配戰利品的新規定，他的幾個親戚因為不同意這種新的分配方式，便帶著一萬人馬離開了；同年，鐵木真掃蕩了整個塔塔儿部落，爾後，他打算處決了所有俘虜，這也許是為其父復仇，但是他同父異母的兄弟別里古台將這個消息傳給俘虜，這促使俘虜集體逃離，並躲到了一座小山之上；此外，其弟拙赤合撒兒也藏匿了500名本該被處決的塔塔儿俘虜（畢竟他妻子是塔塔儿人）。
後來，不欲魯汗組建了一支龐大的聯軍，包括札木合與瓦剌人在內共七萬大軍，並共同進攻鐵木真在貝爾湖的營地。鐵木真與王汗見狀便將部分兵力轉移至金朝的防禦工事之內。雙方兵力分散，且天氣漸漸轉差，大雪與狂風吹拂著戰場，最終不欲魯汗決定撤退，但在一次撤退途中，他們被困在一片空地上，聯軍頓時陷入混亂。札木合藉此機會趁火打劫，搶奪盟友的物資糧草──這就是著名的寒原之戰。

## 擊敗對手

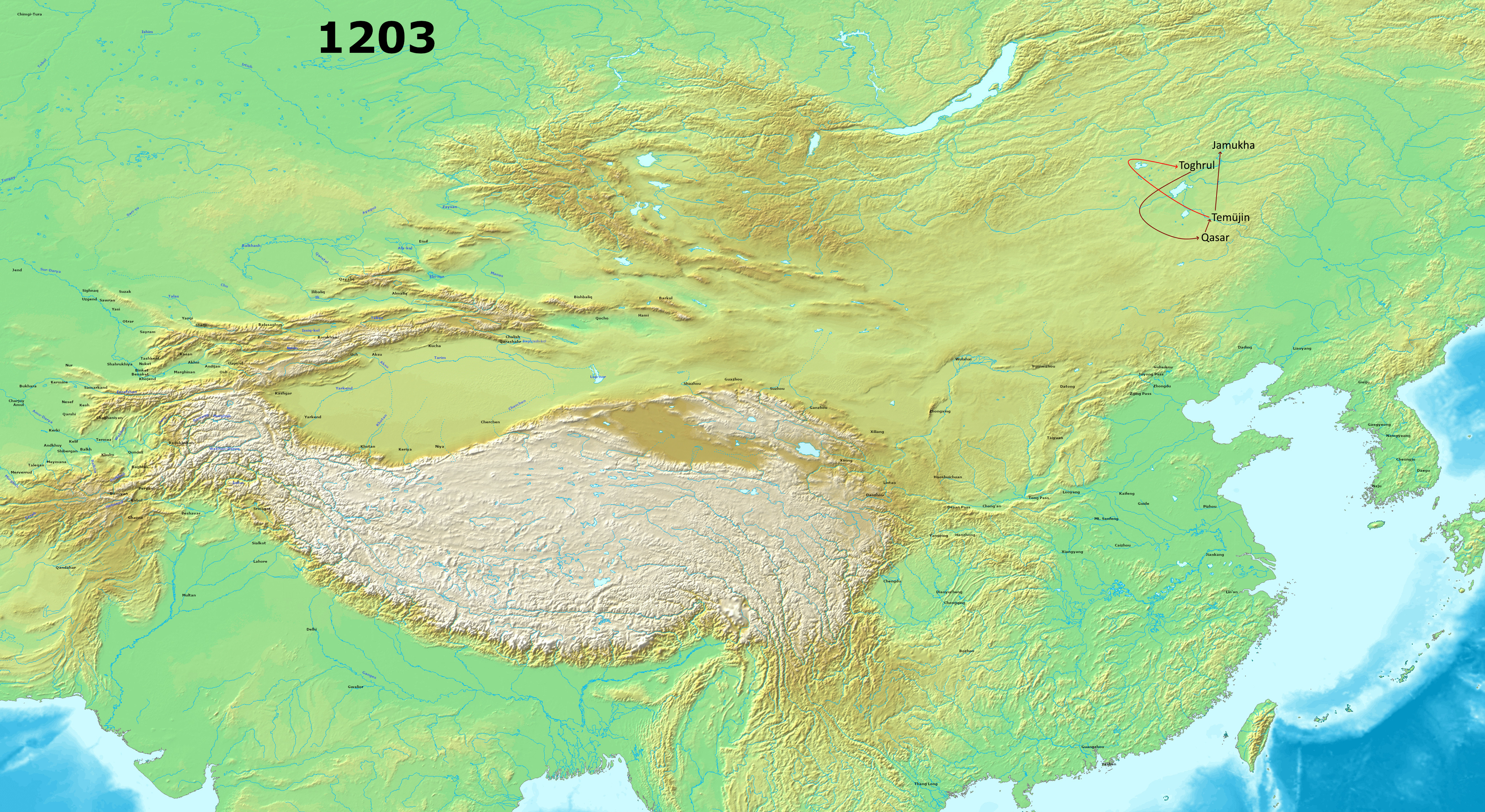

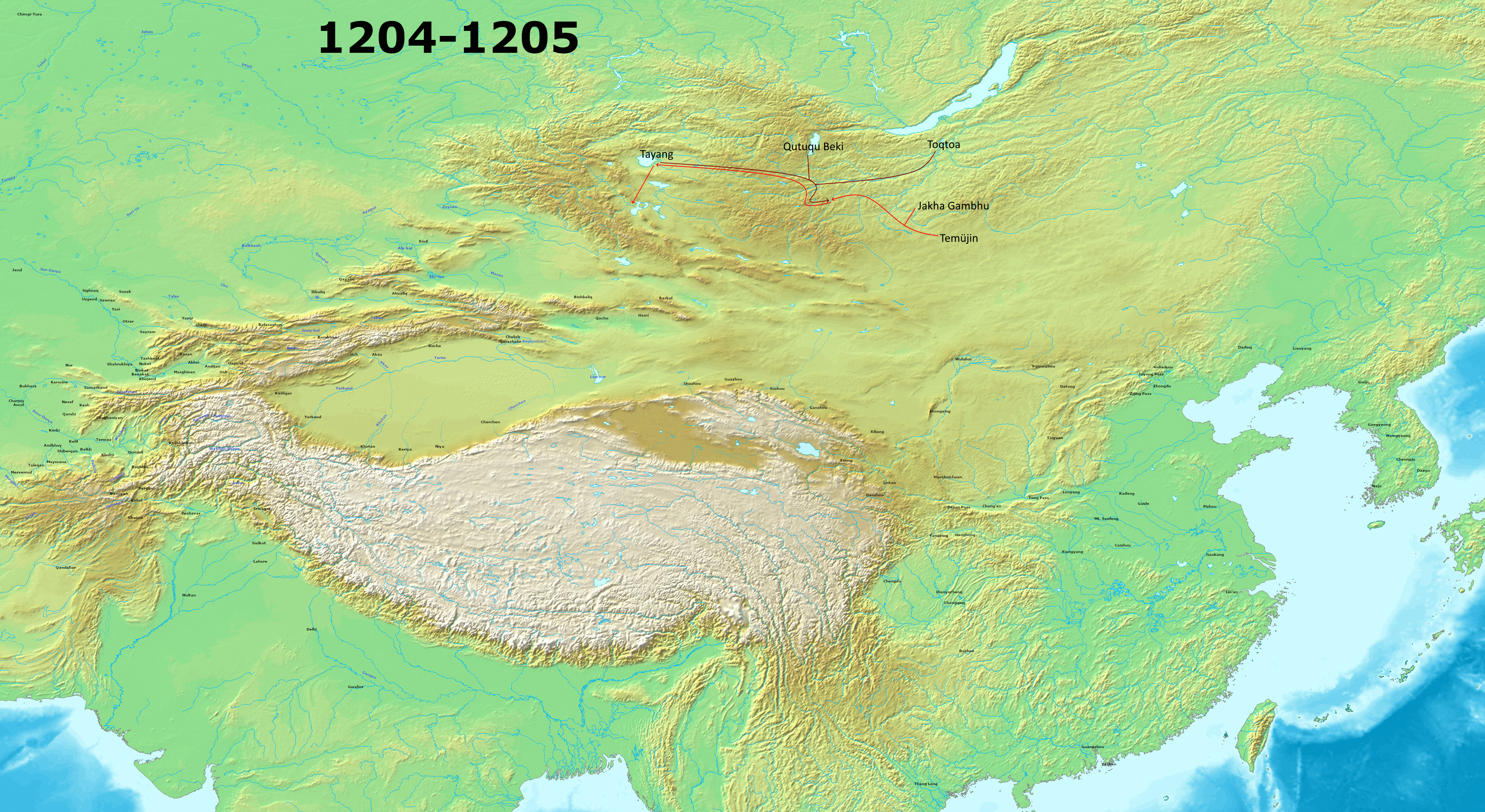

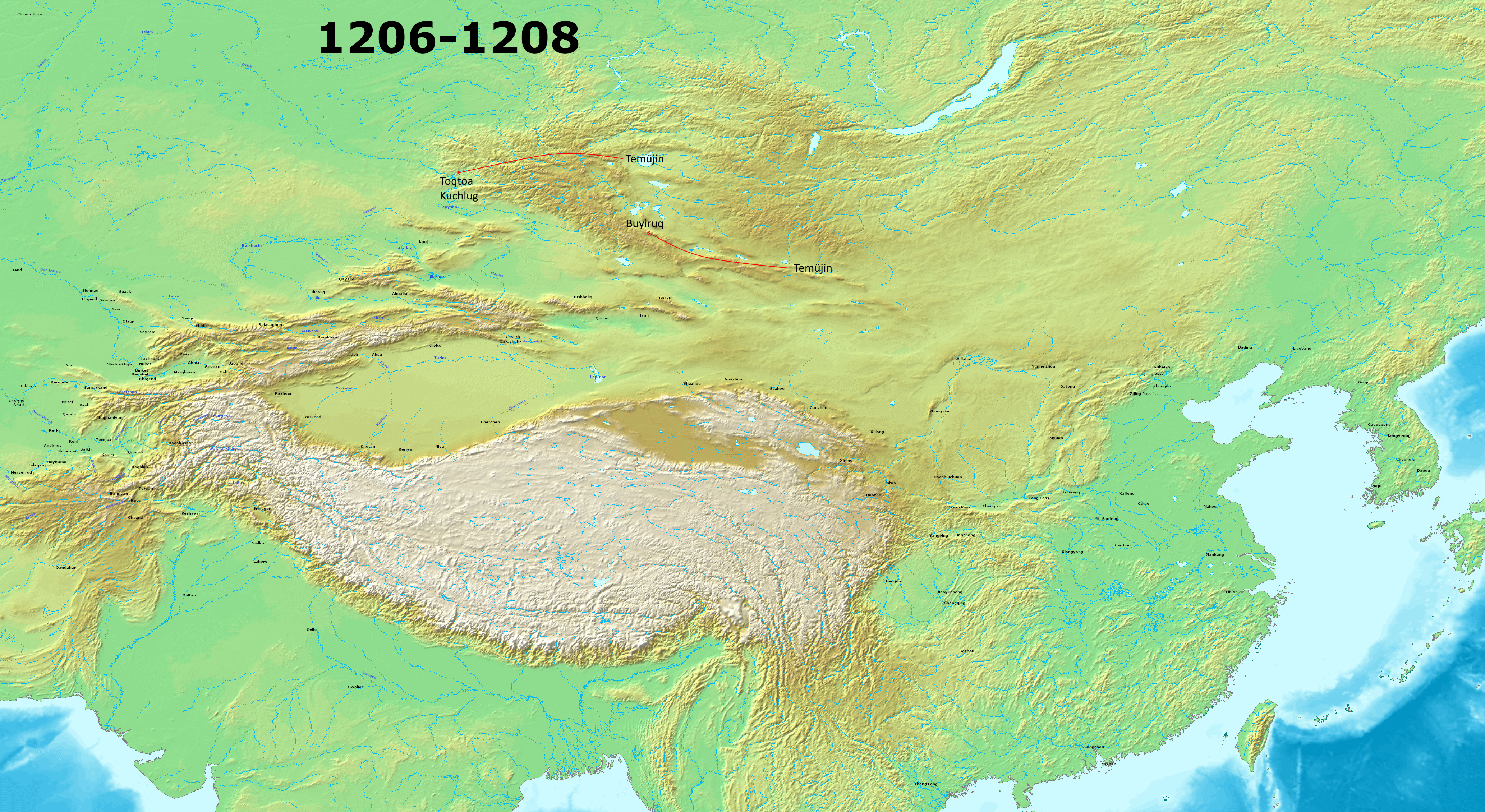

### 王汗的背叛（1203年）
王汗之子桑昆說服他的父親除掉鐵木真，他們計劃在他前往兩個家族舉行的婚禮途中伏擊他，藉以鞏固其聯盟。然而其中一個克烈人洩漏給鐵木真，致使該謀害失敗。隨後，戰爭爆發，王汗與札木合進攻拙赤合撒兒與其軍隊並戰勝了他們，拙赤合撒兒最終得以逃離，但她的家人們就沒這麼幸運了。緊接著他們從南方進攻鐵木真，鐵木真因而設法轉移至較小的圍場以抵銷敵方的數量優勢。其中，桑昆中傷使其人馬陷入混亂，鐵木真得以逃脫。之後王汗也沒再試圖追上。這就是著名的合蘭真沙陀-折折運都山之戰。
後來札木合與王汗的大部分盟友都打算就此分道揚鑣，王汗聽聞後立刻對他們發動進攻，一些人就此轉而投靠鐵木真。到了1203年秋，雙方局勢逆轉，鐵木真人馬已經超過了四萬，而王汗則只有他的一半。鐵木真以拙赤合撒兒叛逃為名，偵查王汗的營地為實。在確認王汗的具體位置後，鐵木真連夜騎馬，爾後包圍克烈的營地。在大戰三天後，克烈投降，王汗則逃離戰場欲逃往乃蠻，但被邊境守將火力速八赤殺死；桑昆則逃往西夏。

### 擊敗太陽汗（1204年）
札木合、蔑兒乞與克烈隨後加入了太陽汗的反鐵木真聯盟。此時的鐵木真已有66000兵馬，1204年5月，他將大部分兵力轉移至西方，並在後來的纳忽昏山-不黑都儿麻之战對抗太陽汗。據說乃蠻偵查兵認為鐵木真兵馬的素質不過如此，但太陽汗卻打算撤至阿爾泰山脈與鐵木真打消耗戰。其子屈出律與眾多將領皆反對太陽汗的決定，並試圖說服之主動進攻，之後那些反對勢力甚至乾脆直接進軍，但當他們遇到鐵木真兵馬時卻有立刻退回山下；鐵木真方面，他下令他的士兵要「立湖陣、打鑿戰」：他的軍隊因應湖邊，將自己分散成一條直線，貌似要包圍太陽汗方的兵馬，對方則做同樣的陣法回應。隨後鐵木真聲東擊西，讓對方誤以為他要從側翼進攻，他則率軍正面突擊，由拙赤合撒兒率領的主力軍則將乃蠻人再次趕回山上。隨後，札木合離開該聯盟，乃蠻人後來拒絕了鐵木真的勸降，他們繼續戰鬥直到他們全部被殺。至此，太陽汗方徹底完敗。
其中，屈出律被安排到後方營地進行防衛，在鐵木真兵馬向他進攻時，屈出律便立刻帶著幾個追隨者逃跑了。然而他很快就被札木合抓住，並被交給了鐵木真處決。

### 擊敗脫黑脫阿（1205年）
脫黑脫阿統領的蔑兒乞之後逃到了科布多城西南，並在對抗鐵木真之餘持續往西移動。脫黑脫阿與屈出律加入了阿爾泰以西之不欲魯黑汗勢力。烏法斯（Uvas）蔑兒乞投靠鐵木真，鐵木真認為他們太弱，沒有什麼實用價值，所以他不想整和他們，後來他們便造反並奪走了一些物資。其餘蔑兒乞不是投降就是被殺光(在楚河一帶為速不台殲滅)。其中一位是後來與窩闊台結婚的脫列哥那──她在日後的1241年窩闊台死後開始臨朝稱制。

### 突擊西夏（1205年）
1205年4月，鐵木真首次進攻非蒙古之強國西夏，由幾年前投靠鐵木真之耶律阿海帶路。西夏軍隊不敢在空曠處與蒙古軍交戰，所以他們沒有進攻。蒙古軍隊在沒有遭受到反抗的情況下，掠奪了這些廣闊之地，並摧毀了一些當地防禦工事。等到六月他們離開之後，西夏重建了被摧毀的地方。十二月，西夏組織起一次反擊，但最終並沒有實施。不久後桑昆在一場戰鬥中陣亡。

## 「成吉思汗」（1206年）
1206年夏天，薩滿闊闊出在鄂嫩河旁宣布鐵木真為成吉斯汗（意謂「萬能統治者」）。之後，成吉思汗將蒙古上會重組成一支以千人為一組的兵馬，他被稱為敏罕，這不僅僅是軍事單位，他同時也是家庭單位：這是為了方便收稅。他給其家庭成員：黃金家族分配了領土，同樣的也分配給相關的千戶長。一支由指揮官的兒子所組成的一萬名強大保鏢隊則被稱為怯薛，這是為了確保他們對成吉思汗的忠誠。
同年冬天，成吉思汗在外面兜售時伏擊了不欲魯汗並殺死了他，脫黑脫阿與屈出律則沿著額爾濟斯河逃逸。1207年，成吉思汗派其子朮赤鎮壓貝加爾湖以西的瓦剌人和葉尼塞吉爾吉斯人，他們最終投降，為蒙古軍隊增加了兩萬名戰士。

## 註腳
1. ↑  Twitchett 1994，第329頁.
2. ↑  Twitchett 1994，第330頁.
3. ↑  Twitchett 1994，第331頁.
4. ↑  May 2018，第41頁.
5. ↑  Twitchett 1994，第333頁.
6. ↑  Lindsey Stephen Pow.  (PDF). University of Calgary. 2012-09-27  [2021-02-10]. doi:10.11575/PRISM/25533. （原始内容存档 (PDF)于2023-01-03）.
7. ↑  Mote 2003，第415-416頁.
8. ↑  Mote 2003，第419頁.
9. ↑  Twitchett 1994，第335頁.
10. ↑  Atwood 2004，第259頁.
11. 1 2  Sverdrup 2017，第42頁.
12. ↑  Sverdrup 2017，第43頁.
13. ↑  Sverdrup 2017，第46頁.
14. ↑  Sverdrup 2017，第47頁.
15. ↑  Sverdrup 2017，第49頁.
16. ↑  Sverdrup 2017，第51頁.
17. 1 2  Sverdrup 2017，第52頁.
18. ↑  Sverdrup 2017，第53頁.
19. ↑  Sverdrup 2017，第56頁.
20. ↑  Sverdrup 2017，第57頁.
21. ↑  Sverdrup 2017，第62頁.
22. ↑  Sverdrup 2017，第66頁.
23. ↑  Sverdrup 2017，第68頁.
24. ↑  Sverdrup 2017，第70頁.
25. ↑  Sverdrup 2017，第74頁.
26. ↑  Sverdrup 2017，第78頁.
27. ↑  May 2018，第56頁.
28. ↑  Sverdrup 2017，第79頁.
29. 1 2  Sverdrup 2017，第83頁.
30. ↑  Sverdrup 2017，第84頁.
31. ↑  Sverdrup 2017，第85頁.
32. ↑  May 2018，第60頁.
33. ↑  Sverdrup 2017，第87頁.
34. ↑  Peers 2015，第29頁.